# Ryan (Film)
Ryan ist ein kanadischer Computeranimationsfilm aus dem Jahr 2004. Das vierzehnminütige, dokumentarische Drama, bei dem Chris Landreth Regie führte, erzählt vom sozialen Abstieg des Trickfilmers Ryan Larkin. Produziert wurde der mehrfach preisgekrönte Film von Copper Heart Entertainment und dem National Film Board of Canada.

## Handlung
Der Animationsfilmer Chris Landreth, um die vierzig, führt in einer Welt, in der sich die Schwächen der Menschen durch bunte Merkmale oder das bizarre Verschwinden von Körperteilen zeigt, ein Interview mit Ryan Larkin. Dieser erregte in den 1960er und 1970er Jahren durch seine ungewöhnlichen Zeichentrickkurzfilme Aufmerksamkeit und wurde für eines seiner Werke, En marchant, sogar für den Oscar nominiert. Larkin wurde mit der Zeit drogen- und alkoholabhängig, bis er, verloren von seiner künstlerischen Inspiration, schließlich auf der Straße bettelte, um sich seinen Lebensunterhalt zu verdienen.

## Rezeption
Der Film feierte seine Premiere am 17. Mai 2004 im Kurzfilmwettbewerb der Internationalen Filmfestspiele von Cannes und daraufhin auf mehreren weiteren Festivals, unter anderem auf dem Valladolid International Film Festival.
Fast ausnahmslos alle Kritiker nahmen den Film positiv auf. Der renommierte US-amerikanische Filmkritiker Roger Ebert schrieb beispielsweise am 25. Februar 2005 in der Chicago Sun-Times, der Film würde tief in die Wahrheit des menschlichen Lebens hineinschneiden. Die Animationstechnik sei dramatisch, eindrucksvoll und originell. Der Regisseur Landreth sagte über die 3D-animierte Welt, die er in dem Film zeigt, sie spiegele eine Art psychologischen Realismus wider.

## Auszeichnungen
Ryan gewann bei den Filmfestspielen von Cannes den Kodak-Kurzfilmpreis, den Canal+-Preis und den Preis der jungen Kritiker. Auf dem AFI Fest 2004 erhielt der Film eine Besondere Erwähnung, auf dem Atlantic Film Festival den Preis als Bester kanadischer Kurzfilm. Ebenso wurde er auf dem Columbus International Film & Video Festival, dem Leipzig DOK Festival, dem Melbourne International Animation Festival, dem Newport International Film Festival, dem Ottawa International Animation Festival, dem San Francisco International Film Festival, dem Sundance Film Festival, dem Tampere International Short Film Festival, dem Toronto Worldwide Short Film Festival, dem Uppsala International Short Film Festival, dem Victoria Independent Film & Video Festival und dem Valladolid International Film Festival ausgezeichnet.
Bei der Oscarverleihung 2005 gewann der Film in der Kategorie Bester animierter Kurzfilm und konnte sich damit unter anderem gegen Bill Plymptons Guard Dog durchsetzen. Bei den Annie Awards 2005 war der Film als Bester animierter Kurzfilm nominiert, bei den Genie Awards 2005 gewann er in der gleichen Kategorie. Im Rahmen des jährlich stattfindenden Ars Electronica Festivals in Linz wurde der Kurzfilm 2004 mit der Goldenen Nica – einem bedeutenden Preis im Bereich der elektronischen Kunst und Kultur – in der Kategorie Computer Animation/Visual Effects prämiert.